# Želva pavoukovitá
Želva pavoukovitá (Pyxis arachnoides) je suchozemská želva, která se přirozeně vyskytuje na Madagaskaru. Je jedním ze dvou druhů z rodu Pyxis a nejmenší ze čtyř endemických druhů želv, které obývají Madagaskar.

## Výskyt
Želva pavoukovitá obývá především křoviny, suché a polosuché oblasti v oblasti jižního a jihozápadního Madagaskaru.

## Způsob života
Jedná se o býložravou želvu –⁠ živí se především trávou, sukulenty či listy, ale i hmyzem nebo trusem dobytku, který obsahuje larvy hmyzu. Se začátkem období sucha v dubnu se většina želv pavoukovitých zahrabe hluboko do písku, kde upadají do spánku až na osm měsíců. Nejaktivnější jsou v období dešťů mezi listopadem a dubnem, kdy se začnou pářit. Samice snášejí pouze jedno vejce, inkubace trvá 220–⁠250 dní. Mláďata dosahují pohlavní dospělosti mezi šesti až dvanácti lety a dožívají se až 70 let.

## Ohrožení
Populace želv pavoukovitých ve volné přírodě stále klesá. Hlavními důvody jsou ztráta přirozeného prostředí (např. zemědělci území vypalují kvůli chovu dobytka), pytláctví nebo nezákonný sběr pro obchod se zvířaty.
Mezinárodní svaz ochrany přírody zařadil želvu pavoukovitou mezi kriticky ohrožené druhy, je zařazena do první přílohy Úmluvy o mezinárodním obchodu s ohroženými druhy volně žijících živočichů a rostlin a je chráněna madagaskarskými zákony.

## Chov v zoo
V českých zoo je želva pavoukovitá chována ve třech zoo:
- Zoo Brno
- Zoo Dvůr Králové
- Zoo Plzeň[12]

V září 2017 se v brněnské zoo vylíhlo první mládě želvy pavoukovité v evropských zoo. Mládě se zde vylíhlo i v roce 2018 a 2020. Na konci roku 2021 tento druh získala i zoo Dvůr Králové.